# Marlies Schoch
Marlies Schoch (* 18. November 1940 in Herisau; † 23. April 2016) war eine Schweizer Gastwirtin und parteilose Politikerin.

## Leben
Schoch absolvierte die Handelsschule in Neuenburg und erlangte das Lehrerdiplom. Nach dem Erdbeben von Agadir 1960 lebte sie ein Jahr lang in Marokko und half beim Wiederaufbau. Sie war in den Vereinigten Staaten Koleiterin eines Lagers für jüdische Kinder aus New York und New Jersey. Später arbeitete sie zehn Jahre als Primarlehrerin in Vasön im Taminatal.
Sie war ab 1971 die Wirtin des Ausflugsrestaurants auf der Hundwiler Höhi.
Von 1991 bis 2011 war sie Mitglied des Gemeinderats von Hundwil und von 1999 bis 2011 des Kantonsrats von Appenzell Ausserrhoden. Sie kämpfte für die Wiedereinführung der 1997 abgeschafften Landsgemeinde.
Zudem war sie die Präsidentin des Verkehrsvereins Hundwil und des Spitex Hundwil.